# Guiré
Guiré è un comune rurale del Mali facente parte del circondario di Nara, nella regione di Koulikoro.